# Anton Schmitt (Unternehmer)
Anton Schmitt (* 28. Januar 1896 in Fulda; † 28. Juni 1965 ebenda) war ein deutscher Unternehmer, Kommunalpolitiker und Autor mehrerer kunsthistorischer und heimatgeschichtlicher Bücher.

## Leben
Anton Schmitt wurde 1896 als jüngstes Kind in eine kinderreiche Familie geboren. Sein Vater war Weingroßhändler und sein Großvater mütterlicherseits Direktor des Humanistischen Gymnasiums in Fulda. Er besuchte die städtische Vorschule in Fulda und danach bis 1912 das Humanistische Gymnasium, das er ohne Abitur mit dem Reifezeugnis für die Unterprima verließ. Der Familientradition folgend ergriff er einen kaufmännischen Beruf, wofür er eine Lehre im Bankhaus L. Pfeiffer (heute Deutsche Bank) absolvierte. Danach arbeitete er in der elterlichen Weingroßhandlung. Am 17. Mai 1922 heiratete er.
Im Ersten Weltkrieg meldete er sich als Kriegsfreiwilliger. Er kehrte im Dienstgrad eines Leutnants der Reserve am 18. Dezember 1918 nach Fulda zurück. Gemeinsam mit seinem Bruder Eduard führte er die Weinhandlung seiner Eltern weiter. Der Betrieb war in der ersten Hälfte des zwanziger Jahre wirtschaftlich erfolgreich, war dann aber Ende des Jahrzehnts von den Auswirkungen der Weltwirtschaftskrise betroffen. Anton Schmitt arbeitete daraufhin in der Fuldaer Actiendruckerei, ab dem 13. März als Mitglied des Vorstands. Zur selben Zeit begann er auch politisch tätig zu werden. 1930 wurde er zum Vorsitzenden der Kurhessischen Zentrumspartei gewählt und kandidierte für diese bei den folgenden Reichstagswahlen. Gleichzeitig war er im Stadtrat von Fulda, bis im November 1933 sämtliche demokratisch gewählten Volksvertretungen aufgelöst wurden. Im Juni 1934 übernahm er die Vormundschaft für die zwei Kinder seiner verstorbenen Schwester und nahm diese in seinen Haushalt auf.
In den ersten Jahren des Nationalsozialismus war er nach eigener Aussage in seiner beruflichen Tätigkeit schwer beschränkt. 1933 waren von der SA die Druckmaschinen und viele Druckerzeugnisse der Fuldaer Actiendruckerei zerstört worden und kurz darauf hatten die Machthaber dem Verlag das Verlagsrecht entzogen. Gleichzeitig wurden zuerst die Fuldaer Zeitung und später auch der Bonifatiusbote und weitere Druckerzeugnisse verboten. Das Verlagshaus wurde zwangsweise von einer „anonymen“ Aktiengesellschaft zu einer Kommanditgesellschaft umgewandelt. Im Zweiten Weltkrieg wurde Anton Schmitt als Hauptmann der Reserve eingezogen.
Nach dem Zweiten Weltkrieg war er wieder im Verlag Parzeller tätig, zuletzt als Vorsitzender des Gesellschafterausschusses. Ab Dezember 1945 war er Mitglied im städtischen Beraterausschuss der amerikanischen Militärverwaltung und bei den ersten freien Kommunalwahlen 1946 nach zwölf Jahren Diktatur wurde er als Spitzenkandidat der CDU-Liste in die Stadtverordnetenversammlung gewählt. Dem Parlament gehörte er bis 1952 an und war danach noch bis zu seinem Tod im Jahr 1965 in verschiedenen Deputationen kommunalpolitisch tätig.
Anton Schmitt hat neben Büchern insbesondere zu Fulda, dem Dom und zur Kirchenkunst auch einige Aufsätze in Sammelbänden publiziert. Der größte Teil seiner Veröffentlichungen erschien in den Fuldaer Geschichtsblättern und in den Buchenblättern, der heimatgeschichtlichen Beilage der Fuldaer Zeitung.
Ehrenamtlich war er ab 1920 unter anderem im Fuldaer Geschichtsverein tätig, in dem er von 1952 bis zu seinem Tod das Amt des zweiten Vorsitzenden bekleidete. Wegen seiner Verdienste als Heimatforscher und Kunsthistoriker wurde er zum Mitglied der Historischen Kommission für Hessen berufen.
Schmitt starb nach kurzer schwerer Krankheit im Juni 1965 im Städtischen Krankenhaus von Fulda.

## Ehrungen
- 1965: Stadtältester von Fulda[1]
- Die nach ihm benannte Anton-Schmitt-Straße in Fulda

## Werke
- Führer durch Fulda; nebst Anhang: Aus Fuldas Umgebung. Fuldaer Actiendr., Fulda 1935 (aktuelle Auflage: Anton Schmitt, Thomas Schmitt (Bearb.): Führer durch Fulda. 16. Aufl., Parzeller, Fulda 2013, ISBN 978-3-7900-0329-1 Inhaltsverzeichnis)
- Die Fuldaer Wandmalerei im Mittelalter, Verlag Parzeller, Fulda, 1949
- Der Frauenberg bei Fulda, Verlag Parzeller, Fulda, 1952
- Der Petersberg bei Fulda, Grabeskirche der Hl. Lioba, Verlag Parzeller, Fulda, 1954
- Der Dom zu Fulda, Verlag Parzeller, Fulda, 4. Auflage 1949 (1999 die 23. Auflage)
  - The Cathedral of Fulda, Übersetzung 1965